# Kassia
Kassia (grekiska: Κασσιανή), även kallad Kassiane, Kassiani, Casia, Ikasia, Cassia, Cassiane, Kassiana, och Eikasia, född mellan 805 och 810, död cirka 865, var en bysantinsk poet, kompositör, helgon och abbedissa. Hon är berömd för sina hymner, av vilka många inkluderats i den ortodoxa kyrkans liturgi, men av vilka det också finns 789 stycken profana bevarade. Hon var en av endast två kända kvinnliga författare i Bysantinska riket som publicerats under eget namn: den andra var Anna Komnena. 

## Biografi
Kassia föddes i en förmögen familj i Konstantinopel och beskrivs som vacker, bildad och intelligent. År 830 ska hon ha deltagit i den brudvisning arrangerad av Eufrosyne av Bysans där Teofilos skulle välja sin brud. Enligt legenden ska Teofilos ha närmat sig Kassia och sagt till henne att allt ont fötts till världen genom en kvinna. Kassia svarade då att även allt gott hade kommit till världen på samma sätt. Teofilos ändrade sig då, kände sig förolämpad och valde i stället Theodora till brud. 
Kassia grundade år 843 ett kloster i utkanten av Konstantinopel och blev dess första abbedissa. Detta har traditionellt tolkats som ett uttryck av bitterhet över att hon inte blev vald till kejsarinna, men det kan i själva verket också ha att göra med att det var ett sätt för henne att kunna koncentrera sig på sitt arbete som kompositör: hennes kloster låg nära klostret Stoudios, och hon hade ett nära samarbete med Theodore av Stoudios, som bevarade hennes verk åt eftervärlden. Kassia var redan som ung aktiv som författare av hymner och kompositioner, ett arbete hon fortsatte med till sin död. 
Kassia tillhörde dem som försvarade ikondyrkan under Teofilos' ikonoklastiska schism, och blev därför dömd till piskstraff. Hon vördas som helgon på grund av dessa åsikter.